# Pardners (film fra 1917)
Pardners er en amerikansk stumfilm fra 1917.

## Medvirkende
- Charlotte Walker som Olive
- Richard Tucker som Justus Morrow
- Leo Gordon som Alonzo Struthers
- Charles Sutton som John Graham
- Redfield Clarke